# 봉황자리
봉황자리(Phoenix[ˈfiːnɪks])는 남쪽 하늘의 작은 별자리다. 네덜란드의 두 탐험가들(Pieter Dirkszoon Keyser , Frederick de Houtman)에 의해 도입되고, 요한 바이어의 《우라노메트리아(1603년)》를 통해 보급되었다.

## 특징
눈에 띄는 별도 많지 않고, 위치도 적위 −39°에서 −57°에 위치하여, 북위 40° 이북에서는 보이지 않는 등, 북반구에서 관측하기는 어렵다.

## 별과 천체
봉황자리에는 5등급보다 밝은 별이 11개 정도 찾아볼 수 있다.
- 봉황자리 α (안카, Ankaa): 2.39등급의 별로, 봉황자리에서 가장 밝다.

## 유성우
12월 5일경에 봉황자리에서 유성이 출발하는 것처럼 보이는 봉황자리 유성우가 관측된다.

## 역사

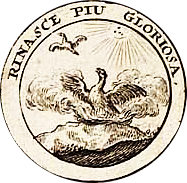
불사조의 그림(1697년)

봉황 별자리가 현대 천문학에 도입된 것은 어느 정도는 창안이라기보다는 채택했다고 볼 수 있다. 하지만, 바이어(Bayer)의 선택은 적절한 것이었다. 왜냐하면, 중국, 이집트, 인도, 페르시아 등 많은 나라에서 이 새는 천문학적인 계절을 상징했기 때문이다.
이집트 사람들은, 이 새를 '벤누(Bennu)'로 알고 있었고, 그들의 동전에 새겨 넣었다. 이 새는 불사신의 상징이었다.

## 같이 보기
- 극락조자리
- 봉황